# Sainsbury's
J Sainsbury plc, яка торгує як Sainsbury's, є другою за величиною мережею супермаркетів у Сполученому Королівстві, з часткою продажів у супермаркетах Великобританії у вересні 2022 року 14,6 %.
Заснована в 1869 році Джоном Джеймсом Сейнсбері з магазином на Друрі Лейн, Лондон, компанія була найбільшим британським роздрібним продавцем бакалійних товарів протягом більшої частини 20 століття. У 1995 році Tesco стала лідером ринку, обігнавши Sainsbury's, яка з тих пір посідає друге або третє місце в рейтингу: з 2003 по 2014 рік її обігнала Asda, а потім знову в 2019 році.
У 2018 році заплановане злиття з Asda було заблоковано Управлінням з питань конкуренції та ринків через занепокоєння підвищенням цін для споживачів. . Холдингова компанія J Sainsbury plc розділена на три підрозділи: Sainsbury's Supermarkets Ltd (включаючи магазини), Sainsbury's Bank і Argos. Станом на 2021 рік найбільшим акціонером є суверенний фонд багатства Катару Qatar Investment Authority, якому належить 14,99 % компанії. Він котирується на Лондонській фондовій біржі та входить до складу індексу FTSE 100.

### Історія
Sainsbury's було засновано як партнерство в 1869 році, коли Джон Джеймс Сейнсбері та його дружина Мері Енн відкрили магазин за адресою 173 Drury Lane в Ковент-Гарден, Лондон. Sainsbury починав як роздрібний продавець свіжих продуктів, а згодом розширився до фасованих продуктів, таких як чай і цукор. Його філософія торгівлі, як зазначено на вивісці біля його першого магазину, була такою: «Якість ідеальна, ціни нижчі». Магазини почали виглядати схожими, тому висока чавунна "J. Вивіска «SAINSBURY» з'явилася на кожному лондонському магазині, щоб її можна було впізнати здалеку, а доставка товарів через зворотний бік стала додавати додаткові зручності та не засмучувати конкурентів через популярність Sainsbury. У 1922 році J Sainsbury була зареєстрована як приватна компанія "J. Sainsbury Limited'.
Бакалія з'явилася в 1903 році, коли Джон Джеймс придбав відділення бакалійної крамниці за адресою Kingsland High Street, 12, Dalston. Кожен магазин робив доставку додому, оскільки в ті часи було менше машин. Місця були ретельно вибрані, з центральною позицією в параді, вибраною на перевагу, ніж магазин на кутку. Це дозволило розмістити більшу кількість продуктів, які можна було зберігати в прохолоді влітку, що було важливо, оскільки не було холодильника. На момент смерті Джона Джеймса Сейнсбері в 1928 році тут було понад 128 магазинів. Його замінив його старший син, Джон Бенджамін Сейнсбері, який вступив у партнерство зі своїм батьком у 1915 році. Протягом 1930-х і 1940-х років компанія продовжувала вдосконалювати свою пропозицію продуктів і підтримувати своє лідерство з точки зору дизайну магазинів, зручності та чистоти.[15] У 1936 році компанія придбала мережу Thoroughgood у Мідлендсі [16]. Онуки засновника Алан Сейнсбері (пізніше лорд Сейнсбері з Друрі Лейн) і сер Роберт Сейнсбері стали спільними керуючими директорами в 1938 році після того, як їхній батько, Джон Бенджамін Сейнсбері, переніс легкий серцевий напад. Під час Другої світової війни багато чоловіків, які працювали на Sainsbury's, були покликані служити на державній службі, і їх замінили жінками. Війна була важким часом для Sainsbury's, оскільки більшість його магазинів торгували в районі Лондона і були розбомблені або пошкоджені. Товарообіг впав вдвічі від довоєнного рівня. Харчування було нормованим, і одна конкретна крамниця в Іст-Грінстеді була настільки сильно пошкоджена в п'ятницю, 9 липня 1943 року, що її довелося тимчасово перенести до місцевої церкви, поки будували нову. Цей магазин не був завершений до 1951 року.[18]
У 1956 році Алан Сейнсбері став головою після смерті свого батька, Джона Бенджаміна Сейнсбері. У 1950-х і 1960-х роках Sainsbury's був активним першим прихильником супермаркетів самообслуговування у Сполученому Королівстві. Під час поїздки до Сполучених Штатів Алан Сейнсбері зрозумів переваги магазинів самообслуговування та вважав, що майбутнє Sainsbury's — це супермаркети самообслуговування площею 10 000 кв. [19] Перша філія самообслуговування відкрилася в Кройдоні в 1950 році.[20] Sainsbury's був піонером у розробці товарів власних марок; мета полягала в тому, щоб пропонувати продукти, які відповідають якості товарів національного бренду, але за нижчою ціною.[21] Вона розширювалася більш обережно, ніж Tesco, уникаючи придбань, і ніколи не пропонувала торгові марки [22]. Поки компанія не стала публічною 12 липня 1973 року як J Sainsbury plc, компанія повністю належала сім'ї Sainsbury. На той час це було найбільше розміщення на Лондонській фондовій біржі [23]; компанія винагороджувала менші пропозиції за акції, щоб створити якомога більше акціонерів. Мільйон акцій було виділено для персоналу, що призвело до того, що багато співробітників купили акції, вартість яких різко зросла. Протягом однієї хвилини список заявок було закрито: було запропоновано 495 мільйонів фунтів стерлінгів за 14,5 мільйонів доступних акцій. У той час сім'я Сейнсбері зберігала 85 % акцій фірми.[24]
Більшість керівних посад займали члени родини. Джон Даван Сейнсбері (пізніше лорд Сейнсбері з Престона Кандовера), [25] член четвертого покоління родини засновників, перейняв посаду голови від свого дядька сера Роберта Сейнсбері в 1969 році, який був головою протягом двох років з 1967 року після Алана. Вихід Сейнсбері на пенсію.[26] Sainsbury's почав замінювати свої магазини площею 10 000 кв. футів (930 м2) на Хай-стріт на супермаркети самообслуговування площею понад 20 000 кв. Політика Sainsbury полягала в тому, щоб інвестувати в уніфіковані, добре спроектовані магазини з великим наголосом на якості; його гаслом було «хороша їжа коштує дешевше в Sainsbury's».[27] Протягом 1970-х років середній розмір магазинів Sainsbury зріс з 10 000 кв. футів (930 м2) до приблизно 18 000 кв. футів (1700 м2); Перший магазин на околиці міста, з 24 000 квадратних футів (2200 м2) торгової площі, був відкритий на Колдхемс-Лейн у Кембриджі в 1974 році. Остання філія з обслуговування прилавків закрилася в Пекемі в 1982 році.[28] Для участі в секторі гіпермаркетів Sainsbury's створив спільне підприємство, відоме як SavaCentre, з British Home Stores. Перший магазин SavaCentre було відкрито у Вашингтоні, Тайн-енд-Вір, у 1977 році [29]; майже половина площі, що становить близько 35 000 кв. Коли формат гіпермаркету став більш масовим, а конкуренти, такі як Asda і Tesco, відкривали все більші магазини, було вирішено, що окремий бренд більше не потрібен, і магазини були перетворені на звичайний формат супермагазинів Sainsbury's у вересні 1999 року.[30] У 1979 році компанія Sainsbury's розширила свою діяльність, створивши спільне підприємство з бельгійським роздрібним продавцем GB-Inno-BM, щоб створити мережу магазинів «зроби сам» під назвою Homebase. Sainsbury's також потроїла розмір свого бізнесу Homebase «зроби сам» протягом 1996 року, об'єднавши свій бізнес з Texas Homecare, яку вона придбала в січні 1995 року у Ladbroke за 290 мільйонів фунтів стерлінгів [32]. Sainsbury's продала мережу Homebase у грудні 2000 року в подвійній угоді на суму 969 мільйонів фунтів стерлінгів. Продажі магазинів компанії Schroder Ventures принесли 750 мільйонів фунтів стерлінгів, а продаж 28 будівельних ділянок, які були призначені для майбутніх магазинів Homebase, було продано за 219 мільйонів фунтів стерлінгів материнській компанії B&Q, Kingfisher plc.[33] Протягом 1980-х років компанія інвестувала в нову технологію: частка продажів, що проходять через каси сканування EPOS, зросла з 1 % до 90 % [34]. У листопаді 1983 року Sainsbury's придбала 21 % супермаркетів Shaw's, другого за величиною роздрібного продавця бакалійних товарів на північному сході США (головним чином у Новій Англії). У червні 1987 року Sainsbury's придбала решту компанії.[34] У 1985 році голова правління повідомив, що за попередні 10 років прибутки зросли з 15 мільйонів фунтів стерлінгів до понад 168 мільйонів фунтів стерлінгів, сукупний річний приріст на 30,4 % — після врахування інфляції реальні річні темпи зростання становили 17,6 % [34]. У 1991 році група Sainsbury похвалилася дванадцятирічним рекордом збільшення дивідендів на 20 % або більше, а прибуток на акцію зріс на стільки ж протягом майже стільки ж часу.[35] Також у 1991 році компанія залучила 489 мільйонів фунтів стерлінгів у вигляді нових акцій для фінансування розширення супермаркетів.[35] З появою заміських торговельних комплексів у 1980-х роках Sainsbury's був одним із багатьох великих роздрібних імен, які відкривали нові магазини в таких комплексах — зокрема, з його магазином у торговому центрі Meadowhall, Шеффілд (спочатку як SavaCentre) у 1990 році, [36] і торговий центр Merry Hill у Браєрлі-Хілл у Вест-Мідлендсі, який відкрився у вересні 1989 року [37]. Sainsbury's вийшов на Шотландію в 1992 році з магазином в Дарнлі (SavaCentre в Кемерон Толі в Единбурзі було відкрито в 1984 році). У червні 1995 року Sainsbury's оголосила про свій намір вийти на ринок Північної Ірландії, де до цього моменту домінували місцеві компанії. З грудня 1996 року по грудень 1998 року компанія відкрила сім магазинів. Дві інші в Sprucefield, Lisburn і Holywood Exchange, Белфаст, не відкрилися до 2003 року через тривалі юридичні проблеми. Хоча торгові точки Sainsbury у Північній Ірландії були новими розробками, Tesco (окрім одного Tesco Metro) натомість придбала існуючі мережі в Associated British Foods (див. Tesco Ireland).[40]
У 1992 році давній генеральний директор Джон Даван Сейнсбері пішов на пенсію, і його змінив на посаді голови та виконавчого директора його двоюрідний брат Девід Сейнсбері (пізніше лорд Сейнсбері з Турвіля); це призвело до зміни стилю управління — Девід був більш консенсусним і менш ієрархічним, але не в стратегії чи корпоративних переконаннях щодо місця компанії на ринку.[35] Помилки Девіда Сейнсбері та його наступників, Діно Адріано та Пітера Девіса, включали відмову від карток лояльності, небажання переходити до роздрібної торгівлі непродовольчими товарами, нерішучість між перевагою якості чи вартості, "інколи жорстоке поводження з постачальниками ", що призвело до того, що постачальники віддавали перевагу Tesco, а не Sainsbury's, а також невдалу рекламну кампанію під керівництвом Джона Кліза [41]. Наприкінці 1993 року компанія оголосила про зниження цін на три сотні своїх найпопулярніших власних марок. Важливо, що це сталося через три місяці після того, як Tesco запустила свою лінію Tesco Value.[35] Кілька місяців потому Sainsbury's оголосила, що рентабельність впала, що темпи будівництва нових супермагазинів сповільняться, і що вона буде скидати вартість деяких своїх об'єктів.[35] У 1994 році Sainsbury's оголосила про новий формат міського центру, Sainsbury's Central, знову як відповідь на метро Tesco, яке вже було створено в п'яти місцях.[35] Також у 1994 році Sainsbury's програла битву за поглинання William Low (як і Tesco, Sainsbury's довгий час була недостатньо представлена в Шотландії).[42] Того ж року Девід Сейнсбері відкинув ініціативу клубної картки Tesco як «електронну версію марок Green Shield Stamps»; незабаром компанія була змушена відступити, представивши власну винагородну картку через вісімнадцять місяців.[43] Протягом більшої частини 20-го століття Sainsbury's був лідером на ринку супермаркетів у Сполученому Королівстві, але в 1995 році він поступився цим становищем Tesco.[44] Деякі нові підприємства були успішними, зокрема відкриття роздрібного банку Sainsbury's Bank у партнерстві з Bank of Scotland.[45] На додаток до Shaw's, Sainsbury's придбала міноритарну частку в іншій групі супермаркетів, Giant Food, що базується у Вашингтоні, округ Колумбія, [46] хоча цей пакет акцій був згодом проданий, коли Ahold з Нідерландів зробив повну ставку на компанію [47]. Домовленість наприкінці 1995 року з Supermarket Direct зробила Sainsbury's першим великим продуктовим роздрібним продавцем у Великобританії, який запропонував послугу доставки додому.[48] У травні 1996 року компанія повідомила про перше падіння прибутку за 22 роки. Девід Сейнсбері оголосив про зміни в управлінні, включаючи призначення двох керівників, один відповідальний за супермаркети у Великобританії (Діно Адріано), а інший відповідальний за Homebase і Сполучені Штати (Девід Бремнер).[49] Зрештою, у 1998 році Девід Сейнсбері сам звільнився з компанії, щоб продовжити кар'єру в політиці [50]. На посаді невиконавчого голови його змінив Джордж Булл, який був головою Diageo [51], а Адріано отримав посаду виконавчого директора групи [52].
У червні 1999 року Sainsbury's представила свій новий корпоративний стиль. Це було розроблено M&C Saatchi та включено поточний логотип компанії, нові фірмові кольори «живий помаранчевий» і синій, Interstate як новий загальний нижній регістр шрифту компанії, який замінює старий повністю верхній регістр шрифту, і новий слоган «Зробити життя смачнішим», який замінив старий слоган 1960-х років, і нова форма персоналу.[53][54] Страплайн було скасовано у травні 2005 року, а у вересні того ж року замінено на «Спробуйте щось нове сьогодні». Цей новий бренд був створений Abbott Mead Vickers BBDO. Хоча шрифт Interstate використовувався майже виключно протягом багатьох років, компанія представила інший неформальний шрифт у 2005 році, який використовується в широкому спектрі реклами та літератури.[55] У 1999 році Sainsbury's придбала 80,1 % акцій Egyptian Distribution Group SAE, роздрібної торгівлі в Єгипті зі сотнею магазинів і 2000 співробітниками. Однак низька прибутковість призвела до продажу цієї частки в квітні 2001 року.[56] 8 жовтня 1999 року генеральний директор Діно Адріано втратив контроль над основним бізнесом супермаркетів у Сполученому Королівстві, натомість взявши на себе відповідальність за решту групи. Девід Бремнер став керівником супермаркетів Великобританії. Це було «висміяно» містом[57] і названо «вигадкою».[58] 14 січня 2000 Sainsbury's скасував це рішення, оголосивши про заміну Адріано сером Пітером Девісом, починаючи з березня. Девіс був генеральним директором між 2000 і 2004 роками, і його призначення було добре сприйняте інвесторами та аналітиками.[59] У перші два роки він перевищив цільовий прибуток, хоча до 2004 року група зазнала зниження продуктивності порівняно з конкурентами та була понижена на третє місце на ринку бакалійних товарів у Сполученому Королівстві. Девіс також керував модернізацією магазинів, дистрибуції та ІТ-обладнання вартістю майже 3 мільярди фунтів стерлінгів під назвою «Програма трансформації бізнесу», але його наступник пізніше виявить, що значна частина цих інвестицій була витрачена даремно, і він не досяг своєї головної мети — покращення доступності. Частково ці інвестиції стосуються будівництва чотирьох повністю автоматизованих складів, вартість яких у 100 мільйонів фунтів стерлінгів кожне коштує вчетверо більше, ніж стандартні склади.[60] У 2001 році Sainsbury's переїхала до своєї поточної штаб-квартири в Холборні, Лондон. Сейнсбері раніше займав Стемфорд Хаус і дванадцять інших будівель навколо Саутворка. Бухгалтерський відділ залишився окремим у Streatham. Будівля була спроектована архітектурною фірмою Foster and Partners і була побудована на території колишньої Mirror Group для Andersen Consulting (нині Accenture); Sainsbury's придбав 25-річну оренду, коли Accenture вийшов. Sainsbury's був одним із засновників схеми карт постійного клієнта Nectar, яка була запущена у вересні 2002 року спільно з Debenhams, Barclaycard і BP; Згодом Debenhams, Barclaycard і BP покинули цю схему, хоча до припинення мережі бали Nectar продовжували нараховуватися за онлайн-покупки в Debenhams, зроблені через додаток Nectar. Схема Nectar замінила картку Sainsbury's Reward Card; нараховані бали були перераховані.[62] У січні 2003 року Wm Morrison Supermarkets (торгує як Morrisons) зробив пропозицію групі Safeway, що спровокувало війну між великими супермаркетами. Міністр торгівлі та промисловості Патриція Хьюїт передала різні заявки до Комісії з питань конкуренції, яка повідомила про свої висновки 26 вересня. Комісія встановила, що всі пропозиції, за винятком Моррісона, «працюють проти суспільних інтересів». У рамках схвалення Morrison's мала розпоряджатися 53 магазинами об'єднаної групи [63]. У травні 2004 року Sainsbury's оголосила, що придбає чотирнадцять із цих магазинів, тринадцять магазинів Safeway і одУ січні 2008 року Sainsbury's збільшила кількість своїх супермаркетів у Північній Ірландії до одинадцяти, купивши два супермаркети Curley's у Данганноні та Белфасті [92] [93] [94].
У листопаді 2007 року Sainsbury централізував свій відділ кадрів, перемістивши його на 17-й і 18-й поверхи Manchester Arndale Center, щоб сформувати Спільний центр обслуговування, який спочатку був випробуваний для роботи з підбором персоналу в Шотландії, а згодом був розгорнутий на всі Сполучені Штати. Королівство. У липні 2009 року Спільний центр обслуговування кадрів у Манчестері розширився, включивши більшість процесів управління персоналом у Департамент колегії та запити з питань гігієни праці у спеціальний підрозділ.[95] З квітня 2012 року центр почав поступове переміщення до своїх нових офісів у центрі Лінкольна разом із ребрендингом на Sainsbury's HR Services[96]. Розвиток бізнесу (2009—2016) У березні 2009 року Sainsbury's досягла угоди про купівлю 24 магазинів у The Co-operative Group, 22 з яких були магазинами Somerfield, які група повинна була продати як умову поглинання Somerfield.[97] Ще дев'ять магазинів були придбані у The Co-operative Group у червні 2009 року. Вони були зосереджені в Західному Уельсі, на півночі Англії та Шотландії, де частка ринку Sainsbury невелика.[98] У травні 2010 року Sainsbury's підтвердила багатомільйонну угоду з Лондонським організаційним комітетом Олімпійських і Паралімпійських ігор (LOCOG), щоб стати головним спонсором Паралімпійських ігор 2012 року. Згідно з угодою, Sainsbury продавала паралімпійські товари та брала участь у гучних подіях, таких як естафета вогню. Він став одним із лише двох спонсорів, які змогли скористатися перевагами обмеженого брендування, дозволеного на Іграх. Рекламні права не поширювалися на Олімпіаду. Після Паралімпійських ігор компанія вирішила спонсорувати Британську паралімпійську асоціацію до Ріо-2016.[99] 30 листопада 2011 року Sainsbury's досягла першої віхи у своєму баченні на 2020 рік, відкривши свій тисячний магазин самообслуговування в Ірвайні, Шотландія. Щоб відсвяткувати це, Sainsbury подвоїла знижку для персоналу до 20 % протягом перших чотирьох днів грудня.[100] У січні 2014 року Sainsbury's завершила купівлю 50 % акцій Sainsbury's Bank, що належать Lloyds Banking Group.[101]
У липні 2014 року компанія почала енергопостачання одного зі своїх цехів шляхом перетворення харчових відходів на біометан для виробництва електроенергії. Група стала першим роздрібним продавцем, який відійшов від National Grid власними силами.[102] У липні 2016 року Arcus FM продовжила свій контракт на управління об'єктами з Sainsbury's, забезпечивши продовження на десять років. Аркус виграв початковий контракт у 2009 році, і бачив контракт продовжений у 2011 році.ну торгову точку Morrison's, розташованих переважно в Мідлендсі та Північній Англії.
Після чотирьох місяців переслідувань у квітні 2016 року Home Retail Group погодилася придбати Sainsbury's за 1,4 мільярда фунтів стерлінгів. Sainsbury's завершила придбання у вересні 2016 року.[104][105] Угода включала мережу каталогів Argos і рітейлер меблів Habitat. У результаті нова група Sainsbury була організована на чотири підрозділи: основний бізнес роздрібної торгівлі продуктами харчування Sainsbury; Загальний мерчандайзинг (включаючи Argos) і TU Clothing; Фінансові послуги (Sainsbury's Bank і компанії з фінансових послуг Argos); і різні інвестиції в нерухомість.[106] Протягом 2016 і 2017 років компанія Sainsbury розширювала свою багатоканальну стратегію, збільшуючи кількість пунктів «Натисни й забери» та пунктів доставки в Інтернеті для обслуговування своєї мережі онлайн-доставки, включаючи відкриття темного магазину в Бромлі бай Боу для обслуговування Лондона, розширення географічного охоплення своєї мережі доставки продуктів у той же день та інтеграція пільг у свої магазини, такі як Argos, Habitat, Timpson's і Starbucks.[107] У листопаді 2016 року Sainsbury's оголосила про намір скоротити витрати на свій бізнес на 500 мільйонів фунтів. У березні 2017 року 400 робочих місць було скорочено, а 4000 робочих місць було реорганізовано, в основному це торкнулося працівників у нічну зміну та комерційних операцій (касовий офіс та контроль за цінами)[108]. У серпні 2017 року було скорочено 1000 робочих місць у всіх головних офісах і центрах підтримки, що вплинуло на різноманітні функції.[108] У жовтні 2017 року зміни в договорах безпеки призвели до того, що провайдер Mitie скоротив кількість офіцерів безпеки в магазинах.[109] У тому ж місяці компанія Sainsbury оголосила про плани звільнити всіх працівників відділу кадрів, включаючи менеджерів з персоналу, клерків із заробітної плати, адміністративних клерків і менеджерів з навчання та розвитку, що загалом вплине на 1400 робочих місць.[110] Крім того, було скорочено ще 600 робочих місць у головному офісі.[110] У січні 2018 року Sainsbury оголосила про пропозиції щодо капітального перегляду структур управління магазинами, що призведе до втрати робочих місць «тисячами».[111] 1 лютого 2018 року Sainsbury's оголосила про купівлю Nectar у Aimia за 60 мільйонів фунтів стерлінгів; це дало Sainsbury's повний контроль над усіма даними Nectar.[112] У березні 2018 року Sainsbury's оголосила, що збільшить базову ставку оплати праці для своїх співробітників, щоб зберегти найкращих працівників. У ньому говориться, що він збільшить оплату на 15 % на рік, витративши додаткові £100 мільйонів на план, який також спростить кількість посад [113]. У квітні 2018 року Sainsbury's розпочала переговори з Walmart щодо запропонованого злиття з Asda, яке, якщо його схвалять, могло б створити найбільшу британську компанію супермаркетів [114] [115]. Згідно з пропозицією, Walmart мав би володіти 42 % групи, а повсякденними операціями керував тодішній виконавчий директор Sainsbury's Майк Купе. Група також окреслила плани відкрити філії Argos у магазинах Asda.[116] Однак у лютому 2019 року Управління з питань конкуренції та ринків (регулюючий орган Великої Британії з питань антиконкурентної практики) заявило, що може заблокувати злиття [117]. 25 квітня 2019 року Управління з питань конкуренції та ринків заблокувало злиття, і від нього відмовилася Sainsbury's [118] [119] . У листопаді 2020 року Sainsbury's заявила, що до 3500 робочих місць під загрозою через закриття прилавків супермаркетів і закриття інших автономних магазинів Argos.[120] У березні 2021 року група оголосила про подальшу реструктуризацію з втратою 1150 головних офісів і складів. Було закрито офісні центри Victoria і Saffron House в Лондоні, а також Walsgrave в Ковентрі; офісні площі було скорочено в інших місцях у Мілтон-Кейнсі, Ковентрі, Лондоні та Манчестері.[121] Реструктуризація також включала закриття єдиного онлайн-центру компанії в Бромлі-бай-Боу, Лондон; онлайн-замовлення замість цього виконуються найближчими магазинами з можливостями онлайн-виконання[122] Група повідомила про збиток у розмірі 261 мільйона фунтів стерлінгів у квітні 2021 року, посилаючись на інвестиції в 485 мільйонів фунтів стерлінгів у «додаткові заходи безпеки» у відповідь на пандемію коронавірусу, додаткові витрати на персонал та додаткові бонуси персоналу. Фінансові результати групи включали одноразові витрати на оголошену реструктуризацію, а також списання оцінки майна та банківських активів.[123] Новий генеральний директор групи Саймон Робертс почав зосереджувати продуктовий бізнес на «стратегії перш за все їжі»; слоган компанії змінився в травні 2021 року, після чого була розпочата рекламна кампанія, яка пропагувала вибір здорового харчування та екологічно чисту їжу, розроблену для доповнення партнерства компанії щодо Конференції ООН зі зміни клімату, яка проходила у Великобританії у 2021 році.[124][125]